# Cunningham C6-R

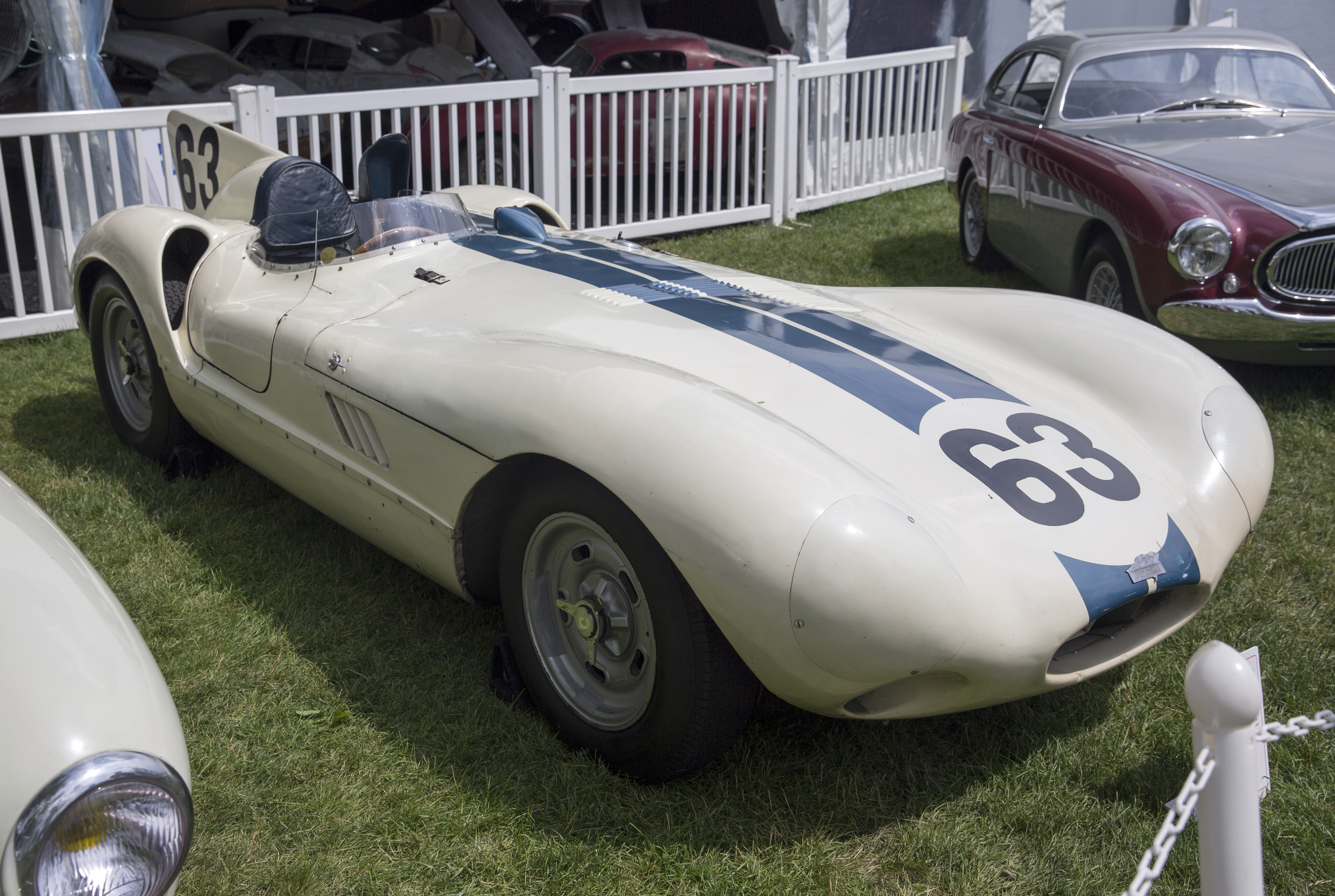
Der Cunningham C6-R

Der Cunningham C6-R war ein Sportwagen, der 1954 für das Rennteam von Briggs Cunningham entwickelt wurde.

## Entwicklungsgeschichte und Technik
Der C6-R war der letzte bei Cunningham gebaute Sportwagen, bevor das Rennteam komplett zu Fahrzeugen der Marke Jaguar wechselte. Beim C6-R wechselte man bei Cunningham den Motorlieferanten. Für den noch im C5-R eingebauten 5,5-Liter-Chrysler-V8-Motor war das Fahrgestell zu schmal. Die Wahl fiel auf einen 3-Liter-4-Zylinder-Agreggat von Offenhauser. Der Wagen hatte konventionelle Aufhängungen, hinten eine De-Dion-Achse sowie ein ZF-Viergang-Schnellschaltgetriebe. Auffallend war die Heckflosse hinter dem Cockpit. Vom C6-R wurde nur ein Fahrgestell gebaut.

## Renngeschichte
Das Renndebüt gab der C6-R beim 12-Stunden-Rennen von Sebring 1955. Gefahren wurde der Rennwagen von Briggs Cunningham selbst und John Gordon Bennett und fiel knapp vor Rennhälfte nach einem Getriebeschaden aus. Der Sieg im Rennen ging dennoch an Cunningham, da Mike Hawthorn und Phil Walters auf einem von ihm gemeldeten Jaguar D-Type als erste durchs Ziel gingen. Auch in Le Mans – dort war Sherwood Johnston Partner von Cunningham – fiel der C6-R nach einem erneuten Getriebeschaden aus. Die einzigen Zielankünfte hatte Cunningham bei SCCA-Rennen 1957; danach wurde der Sportwagen nicht mehr eingesetzt.